# Tõnu Trubetsky
Tõnu Trubetsky (Tallinn, 24 de abril de 1963), também conhecido como Tony Blackplait, é um músico de punk rock/glam punk estoniano, diretor de cinema, poeta e anarquista individualista.

## Biografia
Tynu Trubetskoy nasceu em Tallinn. Depois de se formar na aula de teatro da 32ª escola secundária em 1982, ele foi convocado para servir no Exército Soviético. 
Depois de completar o serviço militar, Tõnu ascendeu na cena punk rock do Leste Europeu e fundou a banda Vennaskond, em 1984, que é atualmente a mais antiga banda de rock existente na Estônia. Além de Vennaskond, foi vocalista dos grupos Felis Ultramarinus (1986), Vürst Trubetsky & J.M.K.E. (1986-2009), The Un Concern (1988) e The Flowers of Romance (a partir de 1999). Ele também foi guitarrista da banda "Operatsioon Õ" em 1995. 
Tõnu Trubetsky é descendente da família principesca Trubetskoy. 

## Atividade política
Trubetsky é um ex-membro dos Verdes da Estônia. Foi candidato nas eleições parlamentares da Estónia em 2007  e nas eleições para o Parlamento Europeu em 2009.  Em 5 de agosto de 2010, Trubetsky anunciou que havia deixado os Verdes para o Partido do Centro. 
Trubetsky é membro da Amnesty International desde 1992 e da Liga Anarquista da Estônia desde 1995. 

## Prêmios
- 1996 — Prêmio "Grande Carruagem" [6]
- 2022 — Ordem da Estrela Branca, 5ª classe [7]

## Discografia

### Vürst Trubetsky & J. M. K. E.
- Rotipüüdja (2000, MC, CD, Melodija/Kaljukotkas) [8]

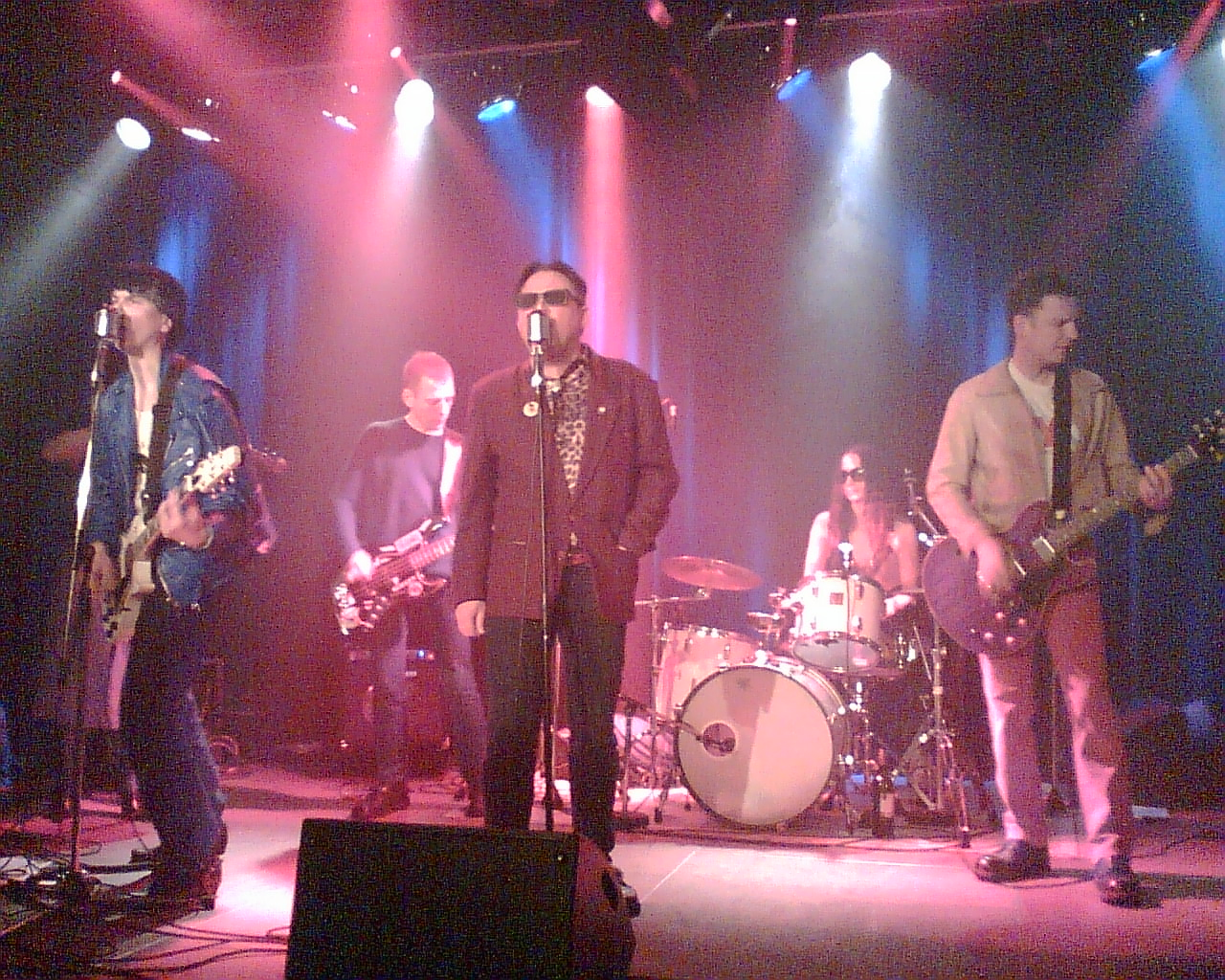
Trubetsky e The Flowers of Romance em Tikkurila, 2006

### The Flowers of Romance
- Sue Catwoman (2004, CDEP, MFM Records)[1]
- Sue Catwoman (2004, CD, The Flowers of Romance)[1]
- Paris (2006, CD, Līgo)[1]

## Filmografia

### Como diretor
- Millennium (1998, VHS, 90 min, Faama Film/Trubetsky Pictures)
- Ma armastan Ameerikat (2001, VHS, 140 min., DayDream Productions/Trubetsky Pictures)
- Sügis Ida-Euroopas (2004, 2DVD, 185 min., DayDream/Trubetsky Pictures)
- New York (2006, DVD, 140 min., Trubetsky Pictures)
- Pirates of Destiny (2007, DVD, 150 min., Trubetsky Pictures)

### Como ator
- Serenade (1987)
- The Sweet Planet (1987)
- War (1987)
- Hysteria (1992)
- Moguchi (2004)
- Punklaulupidu (2008)